# Wahlkreis Nr. 29 (Senat der Republik Polen)
Der Wahlkreis Nr. 29 (polnisch Okręg wyborczy nr 29) ist ein seit 2011 bestehender Wahlkreis für die Wahl des Senats der Republik Polen und wurde auf Grundlage des Kodeks wyborczy vom 5. Januar 2011 (Dz.U. 2011 nr 21 poz. 112) errichtet. Das Gebiet des Wahlkreises Nr. 29 war bis dahin ein Teil des Wahlkreises Nr. 10. Die erste Wahl, die im Wahlkreis stattfand, war die Parlamentswahl am 9. Oktober 2011.
Der Wahlkreis umfasst nach dem Anlage Nr. 2 (Załącznik nr 2) des Kodeks wyborczy in der letzten Bekanntmachung vom 22. Februar 2019 (Dz.U. 2019 poz. 684) die kreisfreie Stadt Skierniewice und die Powiate Opoczyński, Rawski, Skierniewicki und Tomaszowski der Woiwodschaft Łódź (Województwo łódzkie).
Der Sitz der Wahlkreiskommission ist Piotrków Trybunalski.

## Wahlkreisvertreter
| WP    | Wahl | Senator               | Senator                       | Wahlkomitee               |
| ----- | ---- | --------------------- | ----------------------------- | ------------------------- |
| VIII. | 2011 |                       | Grzegorz Michał Wojciechowski | KW Prawo i Sprawiedliwość |
| IX.   | 2015 | Rafał Michał Ambrozik |                               | KW Prawo i Sprawiedliwość |

## Wahlergebnisse

### Parlamentswahl 2011
Die Wahl fand am 9. Oktober 2011 statt.
Beide amtierenden Senatoren des ehemaligen Wahlkreises Nr. 10 traten zur Wiederwahl an. Wiesław Dobkowski konnte sein Mandat im neu errichteten Wahlkreis Nr. 28 verteidigen und Grzegorz Wojciechowski seines im Wahlkreis Nr. 29. Für beide Senatoren war dies die 2. Amtszeit.
| # | Kandidat | Kandidat                      | Wahlkomitee                     | Stimmen | Prozent |
| - | -------- | ----------------------------- | ------------------------------- | ------- | ------- |
| 1 |          | Artur Jan Bagieński           | KW Polskie Stronnictwo Ludowe   | 26.031  | 21,10 % |
| 2 |          | Piotr Marek Łyżeń             | KW Platforma Obywatelska RP     | 30.571  | 24,78 % |
| 3 |          | Grzegorz Michał Wojciechowski | KW Prawo i Sprawiedliwość       | 47.926  | 38,85 % |
| 4 |          | Mirosław Zdzisław Zieliński   | KW Sojusz Lewicy Demokratycznej | 18.826  | 15,26 % |

Wahlberechtigte: 270.764 – Wahlbeteiligung: 47,10 % – Quelle: Dz.U. 2011 nr 218 poz. 1295

### Parlamentswahl 2015
Die Wahl fand am 25. Oktober 2015 statt.
Grzegorz Wojciechowski kandidierte nicht erneut für eine weitere Amtszeit im Senat, sondern trat erfolgreich bei den Sejm-Wahlen im Wahlkreis Nr. 10 für die Prawo i Sprawiedliwość an. Die Partei konnte aber ihr Mandat mit Rafał Ambrozik, Mitglied des Sejmik der Woiwodschaft Łódź seit 2014, im Wahlkreis verteidigen. Für Ambrozik ist es die 1. Amtszeit im Senat der Republik Polen.
| # | Kandidat | Kandidat              | Wahlkomitee                   | Stimmen | Prozent |
| - | -------- | --------------------- | ----------------------------- | ------- | ------- |
| 1 |          | Rafał Michał Ambrozik | KW Prawo i Sprawiedliwość     | 53.780  | 42,18 % |
| 2 |          | Iwona Wiesława Gawron | KW Polskie Stronnictwo Ludowe | 13.035  | 10,22 % |
| 3 |          | Barbara Ewa Klatka    | KW Platforma Obywatelska RP   | 31.595  | 24,78 % |
| 4 |          | Janusz Wojciechowski  | KWW Janusza Wojciechowskiego  | 29.090  | 22,82 % |

Wahlberechtigte: 267.020 – Wahlbeteiligung: 49,74 % – Quelle: Dz.U. 2015 poz. 1732